# Atmetochilus lehtineni
Espèce
Atmetochilus lehtineni est une espèce d'araignées mygalomorphes de la famille des Bemmeridae.

## Distribution
Cette espèce est endémique de Sumatra en Indonésie. Elle se rencontre dans le kabupaten de Simalungun.

## Description
Le mâle holotype mesure 25,50 mm et la femelle paratype 29,30 mm.

## Étymologie
Cette espèce est nommée en l'honneur de Pekka T. Lehtinen.

## Publication originale
- Zonstein & Marusik, 2016 : « A review of the spider genus Atmetochilus of Sumatra, Indonesia, with first analysis of male characters and description of three new species (Araneae, Nemesiidae). » Zoological Studies, vol. 55, no 10, p. 1-17 (texte intégral).